# 爆発! 750cc族
『爆発! 750cc族』(ばくはつ!ななはんぞく)は、1976年9月15日に東映で公開された日本映画。カラー、90分。岩城滉一の暴走族シリーズ第4弾であり、最終作。

## 概要
シリーズで唯一小平裕がメガホンを取った作品である。
750cc(ナナハン)の高性能なオートバイを駆って暴走する青春暴走アクション映画。

## キャスト
＜クライムカイザー＞
- 日暮光次(ヘッド)：岩城滉一
- 堀川桃子(光次の幼なじみ・「日暮工業所」社員)：北川たか子
- 松岡ヒデキ(ヒデ・光次の仲間)：貝之瀬一夫
- 石川六郎(ロク・光次の仲間・軽トラで事故)：大蔵晶
- ピロ(ロクの彼女)：成瀬静江
- 早川(クライムの元メンバー・金せがまれる)：清水健太郎

＜ビッグフィクサー＞
- 西原タカシ(ヘッド・若社長)：西田健
- 落合マキ(タカシの女・ブティック経営)：ジャネット八田
- ユリ(タカシのツレ女・白服)：星野じゅん
- オサム(タカシの子分・クライムの元メンバー・桃子を陵辱)：ゴム高津

＜その他＞
- 日暮(光次の父・マネキン会社「日暮工業所」社長)：野口元夫
- 西原英彦(タカシの父・大企業社長)：森幹太
- 刑事(光次の取調べ担当)：五野上力
- 刑事(光次の取調べ補佐)：きくち英一
- 警視庁本部長(光次の逮捕に全力)：伊藤豪
- 医者(ロクの主治医・守銭奴)：中田博久
- レストランのボーイ：小林稔侍
- 工場長(光次の雇い主)：宮崎三男
- 銀行員(不渡り手形)：山田甲一
- サラ金係(光次の融資断る)：福岡正剛
- テレビアナウンサー：山本聰

## スタッフ
- 監督：小平裕
- 脚本：小野竜之助
- 企画：矢部恒、坂上順
- 撮影：出先哲也
- 美術：中村修一郎
- 音楽：八木正生
- 録音：小松忠之
- 照明：山口利雄
- 編集：祖田富美夫
- 助監督：橋本新一

## キャッチコピー
「今夏最後エキサイティングドキュメント！ モノホン岩城滉一750cc非常線突破に 全国黒いマシン軍団大集結！」。
※暴走族映画はメジャー映画会社では、当時東映しか作っておらず、『月刊ビデオ&ミュージック』は「本来入れるべき"の"を抜いて、迫力を出す試みを行っている。暴走族映画も本数を重ね、惹句（キャッチフレーズ）も上手くなってきている」と褒めた。

## 同時上映
『男組 少年刑務所』
- 監督 - 岡本明久 / 主演 - 舘ひろし

『太陽の恋人 アグネス・ラム』
- 監督 - 三堀篤 / 主演 - アグネス・ラム

## 映像ソフト
- 2010年3月より東映ビデオからDVDが発売されている。